# ジョージ・ポール
ジョージ・ポール（George Henry Pole、1850年 - 1929年2月17日）は、明治時代に来日したイギリス人建築家、英国聖公会宣教協会（CMS）の宣教師、教育者。お雇い外国人として、日本での鉄道敷設工事に貢献したほか、CMSの三一小学校（Boys' School、後の桃山学院）の初代校長や、CMSの大阪・三一神学校（聖公会神学院の前身の一つ）の校舎を設計し、後に校長も務めた。明治期の日本における英国製の鉄道橋設計者とされるウィリアム・ポール（William Pole）の息子である。

## 人物・経歴
建築家のウィリアム・ポール（William Pole、1814-1900）の息子として生まれる。父・ウィリアム・ポールは、世界の主な100人、英国に限れば主な20人の科学者および土木技術者に挙げられる人物で、20年以上も英国土木学会（ICE）の審議会に選出され、名誉幹事を務めた。その後、ウィリアムは、お雇い外国人として来日して明治前期に日本で建設された鉄道橋の設計者であるとされる。
1881年（明治14年）1月、ジョージ・ポールが来日する。
ジョージ・ポールも父と同じく、日本で鉄道敷設工事に貢献する。
英国聖公会宣教協会（CMS）の日本のおける伝道拠点は、長崎、大阪、東京、函館であったが、大阪ではチャールズ・F・ワレンとエビントン両師によって、大阪神学塾が創設され、1879年（明治12年）には女学校として英国聖公会の宣教組織である東洋女子教育協会（FES）のメアリー・J・オックスランドの永生学校（後の永生女学校、プール学院）が開設されていた。
CMSの信徒子弟の男子は当初は、永生学校で共学が許されていたが、1884年（明治17年）になると認められなくなり、CMSの宣教師たちは男子のための学校を開校することを決断した。こうして男子校である三一小学校（Boys' School、後の桃山学院）が、1884年（明治17年）9月3日に開業式を迎え、翌日からは授業が開始され、授業は大阪・川口居留地12番にあった聖三一教会裏の日曜学校で使用された教室で行われた。11名の男子生徒のための男子英語塾で、開校当初の校長はポールが務めた。
同年9月29日には、大阪・川口居留地18番に大阪・三一神学校（聖公会神学院の前身の一つ）も開校したが、校舎はポールが設計し、後になってポールが同校の校長を務めた。
1886年（明治19年）に男子英語塾（三一小学校、後の桃山学院）は大阪・川口居留地23番に移り、生徒数は42名で、うち寄宿生は15名となった。この時、始めはアーサー・プール（Authur W. Poole）が生徒を指導していたが、後を継いだポールが1889年（明治22年）まで指導を担った。ポールの指導の下で、ミス・カスバリ（Miss Jane Kaspari）の英語教授と日本人による授業が行われた。
その後、1890年（明治23年）に男子英語塾（三一小学校、後の桃山学院）は、大阪・川口居留地を離れて江戸堀に移転し、1891年には天王寺村に移り、高等英学校（Boys' High School）と名づけられた。
英米橋梁論争
お雇い外国人として来日し、東京大学理学部土木工学科教授を務めるジョン・ワデルが、著書の中で、英国式よりも米国式の鉄道橋が優れていると主張したことをきっかけに、1885年（明治18年)の夏から英米土木技術者の間で英米橋梁論争が巻き起こったが、ジョージ・ポールは、父のウィリアム・ポールをワデルの中傷から守るため 、父の地位と名誉を盛んに主張し、ワデルを批判した。